# Три любви (роман)
«Три любви» (англ. Three Loves) — второй роман шотландского писателя-реалиста Арчибальда Кронина, опубликованный в 1932 году издательством Victor Gollancz.
Роман охватывает девятнадцатилетний период с конца XIX по начало XX века. В вымышленном шотландском городке Ардфиллан (имеется в виду настоящий город Хеленсбург) живёт счастливая семья: Люси Мур, девушка 26 лет, Фрэнк Мур, её муж 30 лет, Питер Мур, их сын 8 лет. В центре повествования — судьба Люси Мур, волевой и упрямой женщины, которая считает себя беззаветно преданной своей семье. Слова Люси, утверждающие, что у неё три любви, объясняют название книги: «У меня есть муж. И сын. И… и моя религия».